# Paul-Constant Soyer
Pour les articles homonymes, voir Soyer.
Paul-Constant Soyer né le 24 février 1823 à Paris et mort le 19 mai 1903 à Écouen est un peintre et graveur français.

## Biographie
Paul-Constant Soyer naît le 24 février 1823 à Paris. Il est le fils de Louis-Charles Soyer, libraire, et de Marie-Pauline Soyer, graveuse. Sa mère, née de Saint-Yves Landon, est la fille de Charles Paul Landon, ancien conservateur du musée du Louvre.
Paul Soyer est élève de Léon Cogniet à l'École des beaux-arts de Paris. Il débute par de la peinture de sujets religieux commissionnés par l'administration des Beaux-Arts, dont il obtient deux commandes de tableaux religieux, mais ses débuts n'ayant été pas satisfaisants, l'administration ne donne pas suite.
Il peint également des portraits puis se tourne vers la peinture de genre. Il travaille sur le motif à Écouen où il retrouve le peintre Pierre-Édouard Frère ; les deux artistes attirent de nombreux étudiants en art, formant ainsi une colonie, appelée l'école d'Écouen.
Paul Soyer expose aux Salons à partir de 1847. Il obtient une médaille en 1870 et une médaille de 2e classe au Salon de 1882.
Il a Mary Cassatt comme élève au début des années 1860.

## Hommages et distinctions
- A Écouen, le Monument à Paul Soyer, représentant une allégorie de la peinture, a été érigé sur souscription et inauguré en 1906, trois ans après la mort du peintre[3].

## Œuvres dans les collections publiques
États-Unis
- Baltimore, Walters Art Museum : Intérieur avec vieille femme et garçon, 1862, lavis.

France
- Cherbourg, musée Thomas-Henry : Une répétition dans la sacristie avant la messe, 1864, huile sur toile.
- Denain, musée d'Archéologie et d'Histoire Locale, La Grève des forgerons (étude), vers 1882, huile sur panneau.
- Le Mans, musée de Tessé : Intérieur de la fonderie Chappée à Antoigné, vers 1900, huile sur toile[4].
- Paris :
  - musée de la Légion d'honneur : Fabricants de dentelle à Asnières-sur-Oise, huile sur toile.
  - Petit Palais : La Grève des forgerons, 1882, huile sur toile[5].
- Troyes, musée Saint-Loup : La Source, huile sur toile[6].
- Versailles, château de Versailles : Pierre-Augustin Caron de Beaumarchais, 1886, d'après un original attribué à Jean-Baptiste Greuze, huile sur toile[7].

Royaume-Uni
- Bradford, Cartwright Hall (en) : Le Vieil Homme apprenant à lire à la jeune-fille.
- Glasgow, Glasgow Museums Resource Centre : L'Oiseau mort, 1886, huile sur toile.
- Manchester, Manchester Art Gallery : Une jeune artiste.
- Stalybridge, Astley Cheetham Art Gallery : La Mère, 1868, huile sur toile.

Œuvres de Paul-Constant Soyer
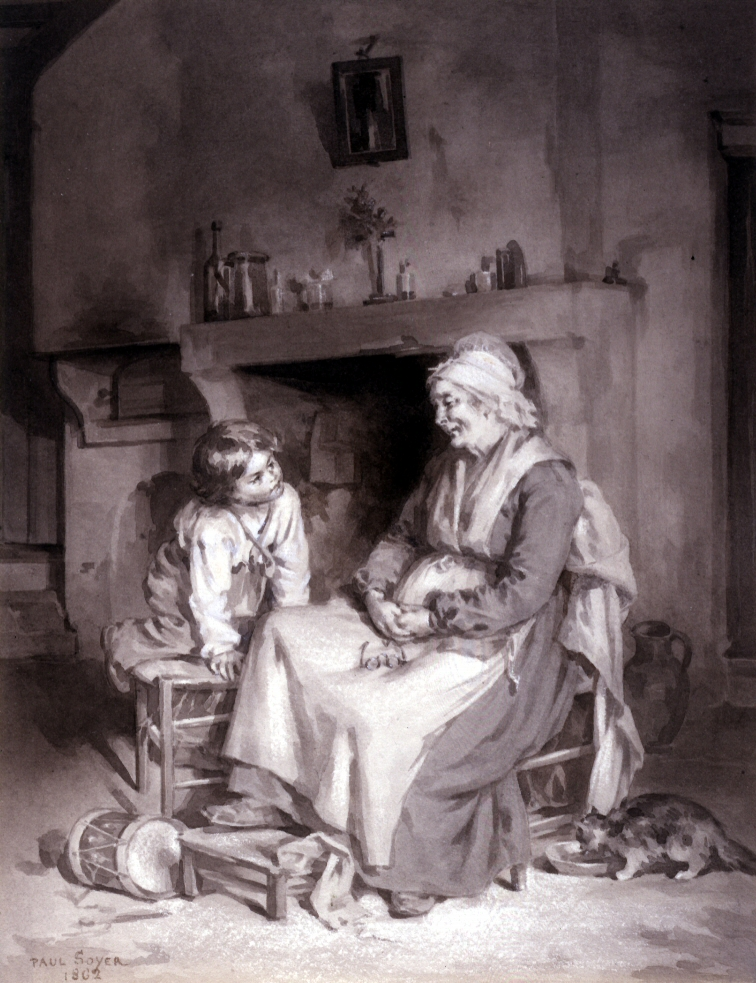
Intérieur avec vieille femme et garçon (1862), lavis, New York, Walters Art Museum.
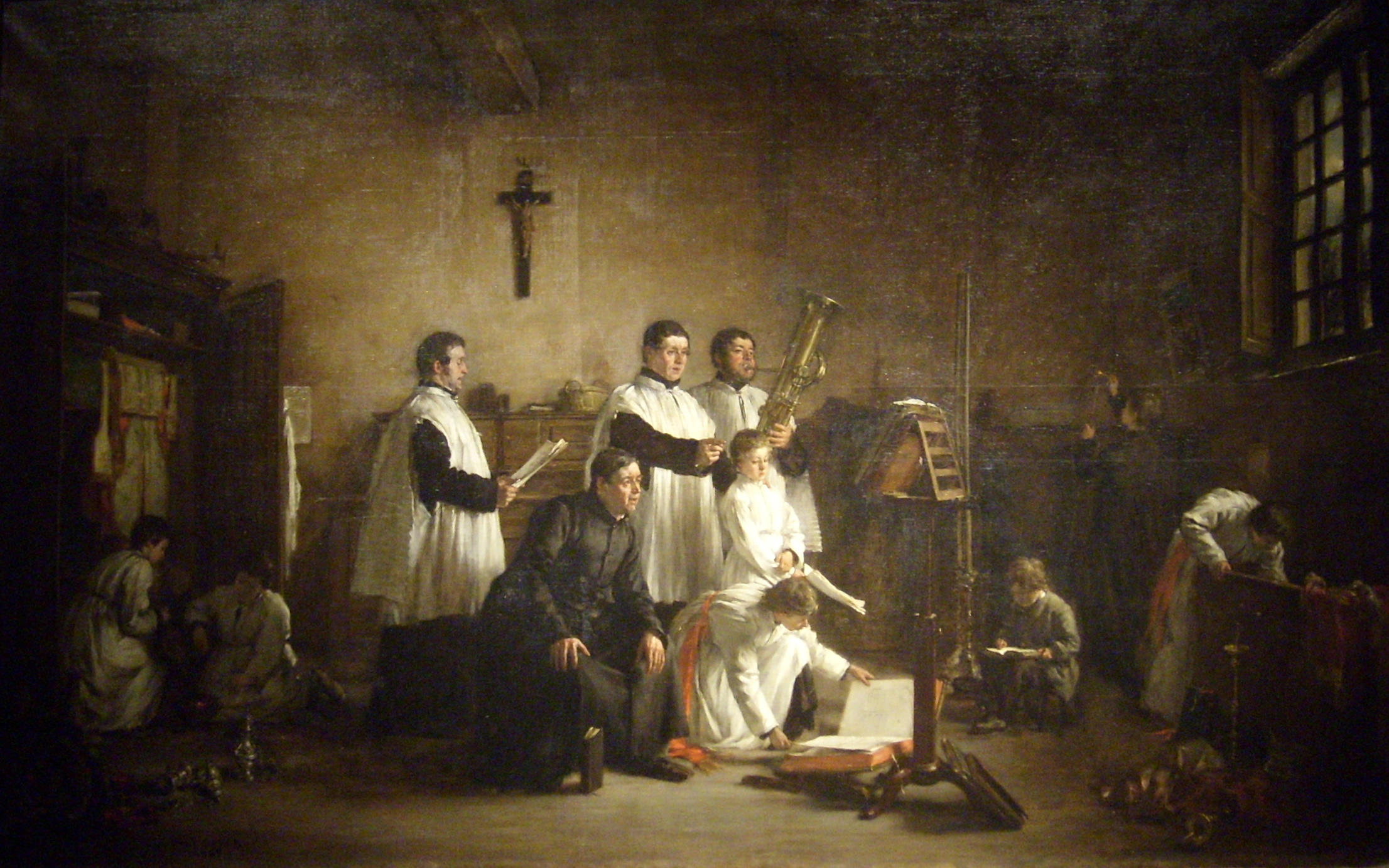
Une répétition dans la sacristie avant la messe (1864), Cherbourg, musée Thomas-Henry.
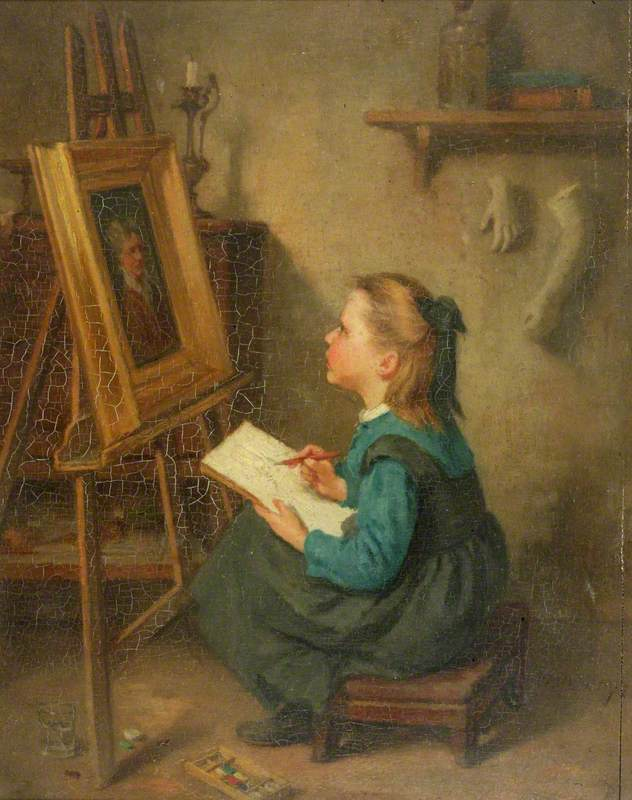
Une jeune artiste, Manchester Art Gallery.